# النظام الأمريكي للتصنيع
كان النظام الأمريكي للتصنيع هو مجموعة من طرق التصنيع التي تطورت في القرن الـ 19. وقد كانت السمتان البارزتان هما الاستخدام الشامل للأجزاء القابلة للتبديل وأيضًا الاستخدام الشامل للـميكنة لإنتاجها، مما أدى إلى زيادة كفاءة استخدام العمالة مقارنة بالطريقة اليدوية. وكان النظام يُعرف أيضًا بأنه ممارسة تصنيع السلاح لأنه تم تطويره أول مرة بالكامل داخل مصنعي أسلحة، وهما مصنعا الأسلحة سبرينغفيلد وهاربرز فيري الفيدراليان الأمريكيان، ومع متعاقديهم الداخليين والعديد من مصانع الأسلحة الخاصة. ولم يأت اسم "النظام الأمريكي" من أي جانب من جوانب النظام الذي يعد فريدًا للشخصية الوطنية الأمريكية، ولكنه ببساطة أتى من حقيقة أنه كان مرتبطًا، لبعض الوقت في القرن الـ 19، بالشركات الأمريكية التي قامت بتنفيذه لأول مرة بنجاح، وكيف تناقضت أساليبهم (في ذلك الوقت) مع تلك الخاصة بالشركات البريطانية والقارية الأوروبية. وفي خمسينيات القرن التاسع عشر (1850)، تمت مقارنة "النظام الأمريكي" بـالنظام البريطاني". وفي غضون عقود قليلة، تطورت تكنولوجيا التصنيع بشكل أكبر، وتم استخدام أفكار النظام "الأمريكي" في جميع أنحاء العالم. ولذلك في عملية التصنيع اليوم، التي تعد عالمية في نطاق أساليبها، لم يعد هناك أي من هذه التناقضات.
وقد أشرك النظام الأمريكي العمال شبه المهرة باستخدام آلات تشغيل وأداة الخضخاضة لتصنيع أجزاء قابلة للتعديل وموحدة ومتطابقة، وتصنيعها لـسماح التفاوت، وهي الأجزاء التي يمكن تجميعها بالحد الأدنى من الوقت والمهارة، والتي تتطلب القليل من الملائمة أو لا تتطلبها على الإطلاق.
ولأن الأجزاء تكون قابلة للتبديل، كان من الممكن أيضًا أن تقوم بفصل التصنيع عن التجميع، ويمكن أن يقوم عمال شبه مهرة بعملية التجميع على خط التجميع—وهو مثال على تقسيم العمل. وعادة ما يشمل هذا النظام استبدال الماكينات المتخصصة لتحل محلها الأدوات اليدوية.
وأخيرًا تحققت تبادلية الأجزاء من خلال الجمع بين عدد من الابتكارات والتحسينات في عمليات التشغيل وأدوات التشغيل، والتي تم تطويرها أساسًا لصنع آلات النسيج. وشملت هذه الابتكارات اختراع آلات تشغيل جديدة وأدوات الخضخاضة (في كلتا الحالتين، لتوجيه أداة القطع)، والتجهيزات لتأدية العمل في الموضع الصحيح وكتل وأجهزة القياس للتحقق من دقة الأجزاء النهائية.

## استخدام الآلية
لقد تم تعيين صانع أدوات التشغيل الإنجليزي جوزيف وايت وورث كمفوض بريطاني لمعرض نيويورك الدولي. وقد سافر، بصحبة مفوض بريطاني آخر، إلى عدة ولايات وزار مختلف شركات التصنيع، ونتيجة لذلك نشر تقريرًا له تأثير كبير عن الصناعة الأمريكية، والذي اقتبس منه ما يلي:
«إن الطبقات العاملة تعد قليلة نسبيًا من حيث العدد، ولكن هذا يتم موازنته، في الحقيقة، بواسطة واحد من أسباب الحماسة التي يستحضرونها في استخدام الآلية في كل قسم تقريبًا من أقسام الصناعة. وحيثما يمكن تطبيقه كبديل عن العمل اليدوي، يعد ذلك ملاذًا عالميًا عن طيب خاطر....وهذه هي حالة سوق العمل، ويتم اللجوء لهذه الحماسة في العمل الآلي حيثما يمكن تطبيقها، والتي بها، تحت إشراف من التعليم المتفوق والفهم، يتحقق الازدهار الملحوظ للولايات المتحدة.» جوزيف وايت وورث، 1854

## خصائص أخرى
ساهم النظام الأمريكي في مكاسب فعالة من خلال تقسيم العمل، فقد ساعد تقسيم العمل في انتقال عملية التصنيع من محلات الحرفيين الصغيرة إلى المصانع في وقت مبكر. وتشمل الأجزاء الرئيسية للأدلة الداعمة للمكاسب الفعالة: زيادة في حجم الشركة ودليلاً على العوائد للقياس وزيادة في العمالة غير المتخصصة. وقد سمحت حاجة الشركات لتدريب الناس غير المتعلمين لتأدية شيء واحد فقط في السلسلة الإنتاجية، باستخدام العمالة غير المتخصصة. وتم توظيف النساء والأطفال بشكل أكبر في الشركات الكبيرة، خاصة تلك التي تنتج الأثاث والملابس.